# Irina Gumeniuk
Irina Gumenyuk (Rusia, 6 de enero de 1988) es una atleta rusa, especialista en la prueba de triple salto en la que llegó a ser medallista de bronce europea en 2014.

## Carrera deportiva
En el Campeonato Europeo de Atletismo de 2014 ganó la medalla de bronce en el triple salto, con un salto de 14.46 metros, siendo superada por la ucraniana Olha Saladuha (oro con 14.73 m) y por su compatriota la también rusa Ekaterina Koneva (plata con 14.69 metros).